# La Manresana (Lérida)
La Manresana es un lugar del municipio español de San Ramón, perteneciente a la provincia de Lérida, en la comunidad autónoma de Cataluña.

## Toponimia
El lugar puede encontrarse referido como La Manresana y Manresana.

## Historia
Hacia mediados del siglo XIX, el lugar, por entonces con ayuntamiento propio, tenía contabilizadas 35 casas. Aparece descrito en el undécimo volumen del Diccionario geográfico-estadístico-histórico de España y sus posesiones de Ultramar de Pascual Madoz con las siguientes palabras:

MANRESANA: l. con ayunt. en la prov. de Lérida (11 leg.), part. jud. de Cervera (1 2/3), aud. terr. y c. g. de Cataluña (Barcelona 15), dióc. de Solsona (7 2/3): está sit. en un llano ventilada por los vientos del N. y O. con clima templado en verano y frio en invierno. Consta de 35 casas inclusa la de ayunt., un cast. antiguo medio destruido, é igl. parr. (San Jaime), servida por un cura párroco; el cementerio está algo separado del pueblo, aunque en el mismo llano, donde hay tambien dos balsas en que se recogen las aguas de lluvias, y sirven para los vec. y ganados. El térm. confina por N. con Guspí; E. Portell; S. Monfalcó Murallat, y O. Olujas; dentro del mismo existen dos casas denominadas de San Ramon, que antiguamente eran parte del pueblo. El terreno es áspero y de mala calidad, cubierto de muchísimos pinos y bosques de arbustos y maleza con pocos robles: los caminos dirigen á Calaf y Cervera, de cuyo punto último recibe la correspondencia. prod.: cebada, escaña, poco trigo, vino y legumbres; cria ganado vacuno para la labranza, y caza abundante de perdices, conejos y liebres. pobl.: con Monrós 18 vec., 117 alm. riqueza imp.: 47,401 rs. contr.: el 14'48 por 100 de esta riqueza.
(Madoz, 1848, p. 187)

El municipio de Manresana desapareció en 1940, al incorporarse al de San Ramón.